# Malinee
Malinee ist ein weiblicher Vorname aus Thailand.

## Berühmte Namensträgerinnen
- Malinee Sukavejworakit, Politikerin, Senatorin und stellvertretender Gouverneur von Bangkok[1]
- Malinee Wongphanich, Professorin in Bangkok[2]